# 藤井尚弼
藤井 尚弼（ふじい なおすけ、文政8年11月11日（1825年12月20日） - 安政6年9月1日（1859年9月26日））は、江戸時代末期（幕末）の地下人。藤井総博の子。

## 生涯
文政8年（1825年）、藤井総博の子として誕生。
西園寺家の諸大夫として仕えた。天保13年（1842年）に従六位下但馬介に叙任され、天保14年（1843年）に但馬守となり、家督を継ぐ。弘化3年（1846年）には治部大丞となり、安政4年（1857年）従五位下となる。
尊皇思想に厚く志士たちと多く交流した。そのために安政5年（1858年）、江戸幕府による安政の大獄によって捕えられ、翌安政6年（1859年）、江戸小倉藩邸に送致される。その中で重度の脚気に冒されて獄死した。享年35。